# Idiji Ridge
Die Idiji Ridge ist ein Gebirgskamm in der kanadischen Provinz British Columbia, im Mount Edziza Provincial Park.

## Geographie
Die Idiji Ridge erstreckt sich östlich des Tencho Glacier an der Südflanke des Mount Edziza im nordwestlichen British Columbia. Sie grenzt im Süden an das Tal eines unbenannten Fließgewässers, im Osten an das Tennaya Creek Valley und im Norden an Kare, die sich östlich des Ice Peak ausdehnen. Der Name Idiji Ridge stammt vom benachbarten Idiji Glacier; Idiji bedeutet in der Sprache der Tahltan „es donnert“.
Der höchste Punkt der Idiji Ridge erreicht an ihrem äußersten westlichen Ende eine Höhe von 2359 m. Die Idiji Ridge ist einer von drei Kämmen östlich des Big Raven Plateau, die vom kanadischen Vulkanologen Jack Souther benannt wurden; die anderen beiden sind die Cartoona Ridge und die Sorcery Ridge im Süden.

## Geologie
Der Fuß der Idiji Ridge besteht aus sedimentären, vulkanischen und metamorphen Gesteinen aus dem Mesozoikum und dem Paläozoikum. Diese Gesteine werden durch miozäne Alkalibasalt-Ströme der Raspberry-Formation überlagert, der ältesten geologischen Formation des Mount Edziza Volcanic Complex. Die Raspberry-Gesteine werden von pliozänen Alkalibasalt-Strömen des Tenchen Member der Nido-Formation überlagert, über denen wiederum pleistozäner Comendit, comenditischer Trachyt und Pantellerit der Pyramid-Formation abgelagert wurden.
Oberhalb der Pyramid-Formation sind pleistozäner Alkalibasalt, Hawaiit und kleinere Anteile von Tristanit, Trachybasalt und Mugearit aus der unteren Gesellschaft (engl. assemblage) der Ice-Peak-Formation abgelagert, welche in Form von Lavaströmen und pyroklastischer Brekzie vorliegen. Die obere Gesellschaft der Ice-Peak-Formation ist hauptsächlich am Westende der Idiji Ridge präsent. Sie besteht aus pleistozänem Alkalibasalt, Trachybasalt, Tristanit, Mugearit, Benmoreit und Trachyt in Form von Lavaströmen, Lavadomen und pyroklastischer Brekzie.
Die jüngsten Gesteine, aus denen die Idiji Ridge besteht, sind holozäne Alkalibasalte der Big-Raven-Formation, welche am äußersten westlichen Ende des Kamms auftreten. Diese Alkalibasalte sind in Form von vulkanischen Bomben, Agglutinaten und Lavaströmen abgelagert.